# NGC 7197
NGC 7197 este o galaxie situată în constelația Șopârla. A fost descoperită în 17 octombrie 1786 de către William Herschel. Se află la o distanță de 61,41 de megaparseci de Pământ.